# Thomas Berthold
Thomas Berthold (Hanau, 12 de novembro de 1964) é um ex-futebolista alemão que atuava na posição de defensor. Passou por clubes como AS Roma, Bayer de Munique e VfB Stuttgart.
Pela seleção alemã disputou três copas, a de 1986, 1990 e a Copa do Mundo de 1994. Foram 62 partidas em nove anos de seleção, marcando um gol.